# Cepos
Cepos ist ein Ort und eine ehemalige Gemeinde in Portugal.

## Verwaltung
Cepos war Sitz einer gleichnamigen Gemeinde (Freguesia) im Kreis (Concelho) von Arganil im Distrikt Coimbra. In der Gemeinde lebten 135 Einwohner auf einer Fläche von 14,03 km² (Stand 30. Juni 2011).
Folgende zwei Ortschaften gehören zur ehemaligen Gemeinde:
- Casal Novo
- Cepos

Im Zuge der Gebietsreform vom 29. September 2013 wurden die Gemeinden Cepos und Teixeira zur neuen Gemeinde União das Freguesias de Cepos e Teixeira zusammengefasst. Cepos ist Sitz dieser neu gebildeten Gemeinde.